# Nigidius laevicollis
Nigidius laevicollis es una especie de coleóptero de la familia Lucanidae.

## Distribución geográfica
Habita en Palawan Marinduque Sibuyan y  Negros.